# راي يونغ
راي يونغ (بالإنجليزية: Ray Young)‏ هو سياسي أسترالي، ولد في 7 سبتمبر 1938، وتوفي في 2 ديسمبر 2000. انتخب عضو الجمعية التشريعية لأستراليا الغربية.